# Hubert Parry
Charles Hubert Hastings Parry (27. února 1848 - 7. října 1918) byl anglický skladatel, pedagog a historik hudby.

## Život
Na příkaz svého otce se Parry napřed zkoušel uchytit v pojišťovnictví, pak však se ho ujal George Grove. Parry v 70. a 80. letech nejprve pracoval jako přispěvatel Groveova obrovského Slovníku hudby a hudebníků a poté v roce 1883 jako profesor skladby a hudební historie na konzervatoři Royal College of Music, jejímž prvním ředitelem byl Grove. V roce 1895 Parry nahradil Grovea v ředitelské funkci, v níž pak zůstal po zbytek svého života. Současně byl v letech 1900 až 1908 profesorem hudby na Oxfordské univerzitě. Napsal několik knih o hudbě a historii hudby, z nichž nejznámější je pravděpodobně jeho studie o J. S. Bachovi z roku 1909.
První významné Parryho skladby vyšly v roce 1880. Z jeho prací jsou nejznámější sborové píseň „Jerusalem“, úprava korunovační hymny „I was glad“ z roku 1902, sborová óda s doprovodem orchestru Blest Pair of Sirens a hymnická melodie „Repton“ na slova modlitby „Dear Lord and Father of Mankind“. Pro orchestr dále napsal pět symfonií a soubor symfonických variací. Zkomponoval také hudbu pro Ódu na Newfoundland, provinční hymnu Newfoundlandu a Labradoru (a bývalou státní hymnu).
Během jeho života i po něm se Parryho pověst a hodnocení kritiky měnilo. Jeho akademické povinnosti byly značné a bránily mu věnovat veškerou energii skladbě, ale někteří současníci jako Charles Villiers Stanford ho hodnotili jako nejlepšího anglického skladatele od doby Henryho Purcella; jiní, jako Frederick Delius, byli jiného názoru. Parryho vliv na pozdější skladatele se naopak široce uznává. Edward Elgar se hodně ze svého řemesla naučil z Parryho článků v Grove's Dictionary a mezi těmi, kteří studovali u Parryho na Royal College, byli Ralph Vaughan Williams, Gustav Holst, Frank Bridge a John Ireland.
Parry byl také nadšený jachtař a vlastnil postupně lodě The Latois a The Wanderer. V roce 1908 byl zvolen za člena elitního jachtařského klubu Royal Yacht Squadron jako jediný hudební skladatel, kterému se dostalo té pocty. Už roce 1898 byl povýšen do šlechtického stavu a v roce 1902 dostal titul baroneta z Highnam Courtu.